# Батрацкая Дача
Батрацкая Дача — посёлок в Шебекинском городском округе Белгородской области России.

## География
Находится в южной части Белгородской области, в лесостепной зоне, в пределах юго-восточных отрогов Среднерусской возвышенности, к востоку от автодороги 14К-3, на расстоянии примерно 15 километров (по прямой) к северо-западу от Шебекино, административного центра района. Абсолютная высота — 196 метров над уровнем моря.

### Климат
Климат характеризуется как умеренно континентальный, с холодной зимой и жарким летом. Среднегодовая температура воздуха — 7,7 °C. Абсолютный минимум температуры воздуха самого холодного месяца (января) — −38 °C, абсолютный максимум температуры воздуха самого тёплого месяца (июля) — 41 °С. Безморозный период длится около 153 дней. Годовое количество атмосферных осадков — 520 мм, из которых большая часть выпадает в тёплый период. Снежный покров держится в течение 109 дней.

### Часовой пояс
Посёлок Батрацкая Дача как и вся Белгородская область, находится в часовой зоне МСК (московское время). Смещение применяемого времени относительно UTC составляет +3:00.

## Население
| 2002 | 2010 |
| ---- | ---- |
| 497  | ↗526 |

### Национальный состав
Согласно результатам переписи 2002 года, в национальной структуре населения русские составляли 87 %.

## Инфраструктура
В посёлке 5 улиц: Лесная, Центральная, Садовая, Зеленая, Зеленый переулок, а также СНТ "Спектр". В посёлке находятся Школа, библиотека, детский сад "Родничок".

## Достопримечательности
Братская могила 153 советских воинов, погибших в боях с фашистскими захватчиками в 1943 г.
Объект культурного наследия регионального значения Конезавод в экономии Ребиндеров «Чумичева Дача»